# Kovalevskiella
 Kovalevskiella  Kamelin, 1993 è un genere di piante angiosperme dicotiledoni della famiglia delle Asteraceae.

## Etimologia
Il nome scientifico del genere è stato definito per la prima volta dal botanico Rudolf Vladimirovich Kamelin (1938-2016) nella pubblicazione " Opredelitel’ rasteniĭ Sredneĭ Azii. Kriticheskiĭ Konspekt Flory" ( Opred. Rast. Sred. Azii 10: 628) del 1933.

## Descrizione
Habitus. Queste piante sono caratterizzate da specie con cicli biologici perenni e portamenti medio erbacei (alcune specie sono rosulate) con habitat in prevalenza montani. Le specie sono igrofile. Negli organi interni sono presenti dei canali laticiferi.
Fusto. I fusti sono eretti, solitari e glabri; sono ramificati all'apice. Gli steli a volte sono ricoperti da peli bianchi, rigidi e parzialmente ghiandolari. Sono presenti dei rizomi con portamento da orizzontale a obliquo; a volte sono striscianti oppure corti. Le radici in genere sono di tipo fittonante. Altezza massima: circa 1 metro.
Foglie.  Le foglie sono disposte lungo il fusto in modo alterno; sono picciolate e alate oppure abbraccianti il fusto o sessili (specialmente quelle superiori). Le lamine hanno delle forme strettamente ovate e molto (pennatosette) o poco divise (con 1 o 2 paia di lobi laterali); il lobo centrale-terminale ha un apice da ottuso a acuto; i lobi spesso hanno delle forme triangolari (in alcune specie sono spinosi). La base è cordata e i margini sono interi o sinuato-dentati. La lamina può avere una consistenza coriacea o ruvida; la pubescenza può essere finemente appressata-pelosa oppure glabra.
Infiorescenza. Le infiorescenze di tipo panicolato o recemiforme sono composte da pochi o molti capolini su peduncoli (in alcuni casi allungati; in questo caso sono presenti delle brattee avvolgenti il capolino). I capolini, solamente di tipo radiato (ligulifloro), sono formati da un involucro strettamente cilindrico composto da brattee (o squame) all'interno delle quali un ricettacolo fa da base ai fiori ligulati. Le brattee, verdi, rossastre o violacee e glabre o ghiandolose o finemente pubescenti, sono diverse e disposte su due serie regolarmente spiralate e embricate; quelle esterne hanno delle forme da triangolari-ovate a lineari-lanceolate e sono più lunghe di quelle più interne. Il ricettacolo è nudo (senza pagliette).
Fiori. I fiori, da 5 a 18 per capolino, sono tetra-ciclici (ossia sono presenti 4 verticilli: calice – corolla – androceo – gineceo) e pentameri (ogni verticillo ha in genere 5 elementi). I fiori sono inoltre ermafroditi e zigomorfi.
- Formula fiorale:

*/x K {\displaystyle \infty }, [C (5), A (5)], G 2 (infero), achenio
- Calice: i sepali del calice sono ridotti ad una coroncina di squame.
- Corolla: le corolle sono formate da una ligula terminante con 5 denti; il colore varia da blu intenso a viola bluastro, oppure è malva o anche rosa (raramente il colore può essere bianco o giallo); la superficie può essere sia pubescente che glabra.
- Androceo: gli stami sono 5 con filamenti liberi e distinti, mentre le antere sono saldate in un manicotto (o tubo) circondante lo stilo.[10] Le antere sono caudate e alla base sono acute. Il polline è tricolporato.[11]
- Gineceo: lo stilo è filiforme. Gli stigmi dello stilo sono due divergenti e ricurvi con la superficie stigmatica posizionata internamente (vicino alla base).[12] L'ovario è infero uniloculare formato da 2 carpelli.

Frutti. I frutti sono degli acheni con pappo. L'achenio, a volte colorato da rossastro a marrone, è un ellissoide compresso o fusiforme con larghe nervature laterali. In alcune specie alla sommità dell'achenio è presente un becco (a volte colorato da verdastro a brunastro). Il carpoforo è a forma d'imbuto. Il pappo è disposto su due file di setole e peli esterni. In alcune specie il pappo è singolo e caduco; in altre è bianco come la neve.

## Biologia
- Impollinazione: l'impollinazione avviene tramite insetti (impollinazione entomogama tramite farfalle diurne e notturne).
- Riproduzione: la fecondazione avviene fondamentalmente tramite l'impollinazione dei fiori (vedi sopra).
- Dispersione: i semi (gli acheni) cadendo a terra sono successivamente dispersi soprattutto da insetti tipo formiche (disseminazione mirmecoria). In questo tipo di piante avviene anche un altro tipo di dispersione: zoocoria. Infatti gli uncini delle brattee dell'involucro si agganciano ai peli degli animali di passaggio disperdendo così anche su lunghe distanze i semi della pianta.

## Distribuzione e habitat
La distribuzione delle specie di questo gruppo è relativo all'Asia centrale. L'habitat è relativo a boschi aperti, boschi di latifoglie e prati endemici delle catene montuose dal Pamir all'Altaj e del Tian Shan occidentale.

## Tassonomia
La famiglia di appartenenza di questa voce (Asteraceae o Compositae, nomen conservandum) probabilmente originaria del Sud America, è la più numerosa del mondo vegetale, comprende oltre 23.000 specie distribuite su 1.535 generi, oppure 22.750 specie e 1.530 generi secondo altre fonti (una delle checklist più aggiornata elenca fino a 1.679 generi). La famiglia attualmente (2021) è divisa in 16 sottofamiglie.

### Filogenesi
Il genere di questa voce appartiene alla sottotribù Lactucinae della tribù Cichorieae (unica tribù della sottofamiglia Cichorioideae). In base ai dati filogenetici la sottofamiglia Cichorioideae è il terz'ultimo gruppo che si è separato dal nucleo delle Asteraceae (gli ultimi due sono Corymbioideae e Asteroideae). La sottotribù Lactucinae fa parte del "quarto" clade della tribù; in questo clade è in posizione "basale" vicina alla sottotribù Hyoseridinae.
I caratteri più distintivi per questa sottotribù (e quindi per i suoi generi) sono:
- gli acheni spesso sono compressi con una quindicina di costolature;
- alla base gli acheni sono inseriti in un piccolo e liscio anello (carpoforo);
- il pappo ha una struttura omogenea;
- l'origine delle specie è prevalentemente del Vecchio Mondo (Mediterraneo e Himalaya).

La struttura filogenetica della sottotribù è ancora in fase di studio e completamento. Provvisoriamente è stata suddivisa in 10 lignaggi. Il genere di questa voce appartiene al "Kovalevskiella lineage"; non ancora riconosciuto da tutte le checklist. Inizialmente sono state individuate tre specie di questo genere in un clade di 7 specie denominato "Cicerbita II lineage". Altre tre specie sono state individuate nel lignaggio Melanoseris. Questi due gruppi rappresentano i due subcladi principali del genere. Uno studio successivo ha completato la ricostruzione del genere con ulteriori specie e dimostrando la sua monofilia. Nell'ambito della sottotribù, da un punto di vista filogenetico, Kovalevskiella si è evoluto subito dopo il gruppo di "Cicerbita lineage" e prima del genere Notoseris (alcune analisi filogeneiche basate sul DNA del plastidio tuttavia posizionano il genere di questa voce dopo - e quindi più recente - del "Notoseris lineage").
Il cladogramma, tratto dallo studio citato e semplificato, mostra l'attuale configurazione filogenetica del genere.
|  | Kovalevskiella zeravschanica                                                          |
|  |                                                                                       |
|  | \| \| Kovalevskiella rosea \| \| \| \| \| \| Kovalevskiella kovalevskiana \| \| \| \| |
|  |                                                                                       |
|  | Kovalevskiella rosea                                                                  |
|  |                                                                                       |
|  | Kovalevskiella kovalevskiana                                                          |
|  |                                                                                       |

|  | Kovalevskiella rosea         |
|  |                              |
|  | Kovalevskiella kovalevskiana |
|  |                              |

|  | Kovalevskiella zeravschanica                                                          |
|  |                                                                                       |
|  | \| \| Kovalevskiella rosea \| \| \| \| \| \| Kovalevskiella kovalevskiana \| \| \| \| |
|  |                                                                                       |
|  | Kovalevskiella rosea                                                                  |
|  |                                                                                       |
|  | Kovalevskiella kovalevskiana                                                          |
|  |                                                                                       |

|  | Kovalevskiella rosea         |
|  |                              |
|  | Kovalevskiella kovalevskiana |
|  |                              |

|  | Kovalevskiella alaica                                                                        |
|  |                                                                                              |
|  | \| \| Kovalevskiella roborowskii \| \| \| \| \| \| Kovalevskiella auriculiformis \| \| \| \| |
|  |                                                                                              |
|  | Kovalevskiella roborowskii                                                                   |
|  |                                                                                              |
|  | Kovalevskiella auriculiformis                                                                |
|  |                                                                                              |

|  | Kovalevskiella roborowskii    |
|  |                               |
|  | Kovalevskiella auriculiformis |
|  |                               |

|  | Kovalevskiella zeravschanica                                                          |
|  |                                                                                       |
|  | \| \| Kovalevskiella rosea \| \| \| \| \| \| Kovalevskiella kovalevskiana \| \| \| \| |
|  |                                                                                       |
|  | Kovalevskiella rosea                                                                  |
|  |                                                                                       |
|  | Kovalevskiella kovalevskiana                                                          |
|  |                                                                                       |

|  | Kovalevskiella rosea         |
|  |                              |
|  | Kovalevskiella kovalevskiana |
|  |                              |

|  | Kovalevskiella zeravschanica                                                          |
|  |                                                                                       |
|  | \| \| Kovalevskiella rosea \| \| \| \| \| \| Kovalevskiella kovalevskiana \| \| \| \| |
|  |                                                                                       |
|  | Kovalevskiella rosea                                                                  |
|  |                                                                                       |
|  | Kovalevskiella kovalevskiana                                                          |
|  |                                                                                       |

|  | Kovalevskiella rosea         |
|  |                              |
|  | Kovalevskiella kovalevskiana |
|  |                              |

|  | Kovalevskiella alaica                                                                        |
|  |                                                                                              |
|  | \| \| Kovalevskiella roborowskii \| \| \| \| \| \| Kovalevskiella auriculiformis \| \| \| \| |
|  |                                                                                              |
|  | Kovalevskiella roborowskii                                                                   |
|  |                                                                                              |
|  | Kovalevskiella auriculiformis                                                                |
|  |                                                                                              |

|  | Kovalevskiella roborowskii    |
|  |                               |
|  | Kovalevskiella auriculiformis |
|  |                               |

I caratteri distintivi per le specie di questo genere sono:
- l'habitat prevalente è montano;
- gli steli sono ricoperti da peli bianchi, rigidi e parzialmente ghiandolari;
- sono presenti delle brattee avvolgenti il capolino;
- in alcune specie il pappo è bianco come la neve.

Il clade "Kovalevskiella" si è diversificato da 5,2 a 2,8 milioni di anni fa. Il numero cromosomico per le specie di questo gruppo è 2n = 16.

### Elenco delle specie
Questo genere, non ancora ben definito, ha 10 specie i cui nomi scientifici attuali sono relativi ad altri generi.
| Nome provvisorio                                           | Nome attuale riconosciuto                      | Altri sinonimi                                                                     |
| ---------------------------------------------------------- | ---------------------------------------------- | ---------------------------------------------------------------------------------- |
| Kovalevskiella auriculiformis                              | Cicerbita auriculiformis (C.Shih) N.Kilian     | Stenoseris auriculiformis C.Shih Chaetoseris qiliangshanensis S. W. Liu & T. N. Ho |
| Kovalevskiella alaica                                      | Lactuca alaica Kovalevsk.                      |                                                                                    |
| Kovalevskiella azurea                                      | Cicerbita azurea Beauverd                      |                                                                                    |
| Kovalevskiella kovalevskiana (Kirp.) Kamelin               | Cicerbita kovalevskiana Kirp.                  |                                                                                    |
| Kovalevskiella ladyginii                                   | Cicerbita ladyginii (Tzvelev) N.Kilian         | Chaetoseris ladyginii Tzvelev                                                      |
| Kovalevskiella mira                                        | Prenanthes mira (Pavlov) Kamelin               | Lactuca mira Pavlov                                                                |
| Kovalevskiella roborowskii                                 | Cicerbita roborowskii Beauverd                 | Chaetoseris roborowskii (Maxim.) C.Shih                                            |
| Kovalevskiella rosea (Popov & Vved.) Kamelin               | Cicerbita rosea Krasch. ex Kovalevsk.          |                                                                                    |
| Kovalevskiella zeravschanica (Popov ex Kovalevsk.) Kamelin | Cicerbita zeravschanica Popov                  |                                                                                    |
| Kovalevskiella zhenduoi                                    | Cicerbita zhenduoi (S.W.Liu & T.N.Ho) N.Kilian | Chaetoseris zhenduoi (S.W.Liu & T.N.Ho) Tzvelev                                    |